# Hôpital psychiatrique de Kharkiv
L'hôpital psychiatrique n°3 est un centre hospitalier situé à Kharkiv.
Il est connu comme datcha Sabourov.

## Histoire
Le traitement institutionnel commençait en 1793 par une maison de correction, puis un établissement spécifique pour aliénés en 1796. En 1812 toutes les parties de "l'institution agréable à Dieu" furent regroupées dans la demeure donnée par le général Sabourov, sa fille souffrait de problèmes mentaux. L'hôpital avait deux cent vingt-cinq lits dont cent vingt-cinq réservé pour les militaires. En 1897 c'était la plus grande institution psychiatrique de l'Empire russe avec mille cent lits.

### Noms
- 1820 : l'hôpital de l'Ordre des soins publics sur le territoire de la datcha Sabourov,
- 1865 : Hôpital psychiatrique provincial de Kharkiv Zemska,
- 1918 : le 4e hôpital soviétique nommé d'après Y. M. Sverdlov,
- 1926 : Institut ukrainien de psychiatrie clinique et de psycho-hygiène sociale,
- 1955 : Hôpital psychoneurologique de Kharkiv,
- 1960 : Hôpital psychiatrique clinique de la ville de Kharkiv n ° 36,
- 1976 : Hôpital psychiatrique clinique de la ville de Kharkiv n ° 15,
- depuis janvier 2005 - Hôpital psychiatrique clinique régional de Kharkiv n ° 3.

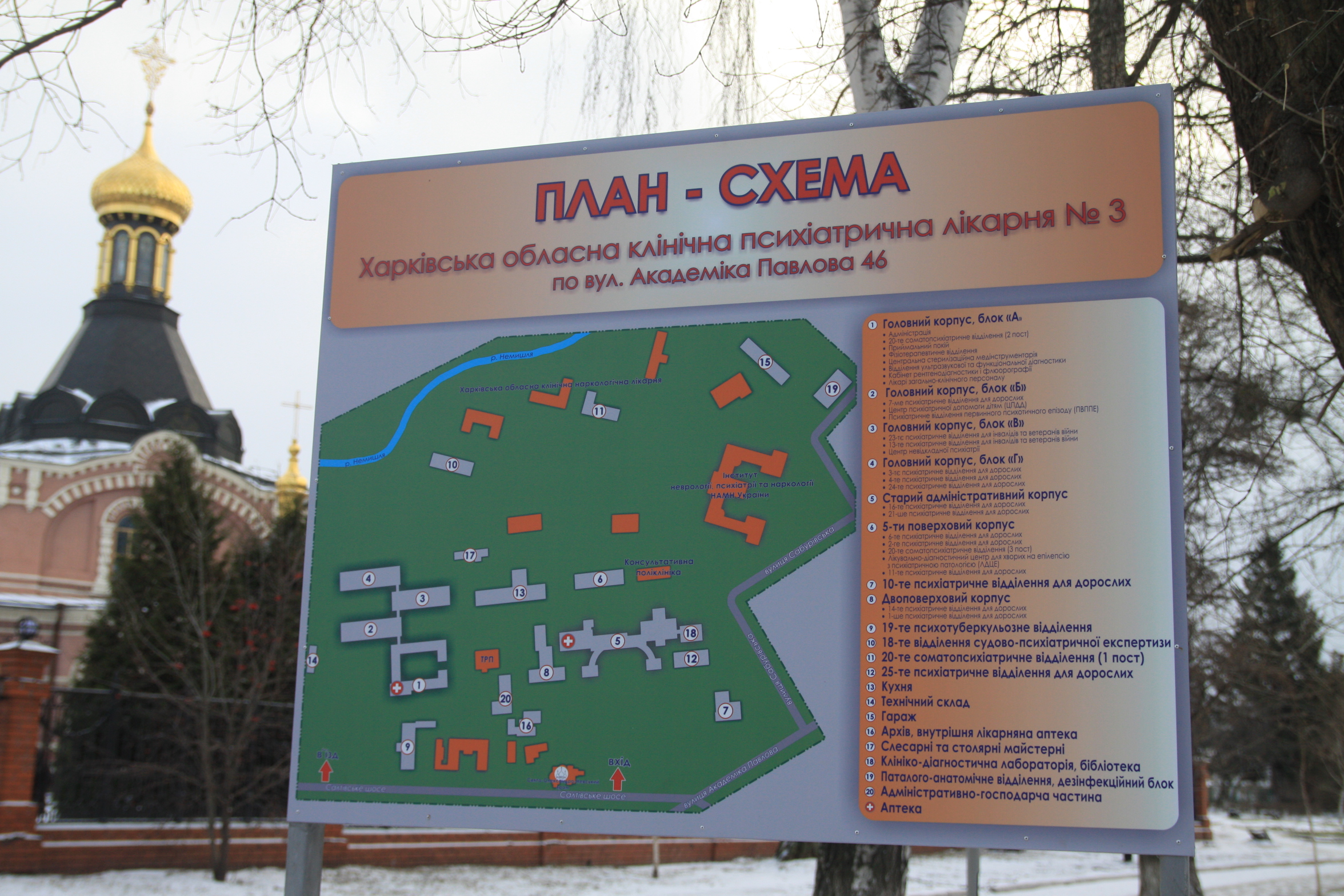
Plan de l'hôpital.